# Dalai Nur
Dalai Nur oder Dalai Nuur ist der Name von zwei Seen in der östlichen inneren Mongolei.

## Der erste See
Der größere der beiden Seen liegt im Verwaltungsgebiet Hulun Buirs. Er wird im Volksmund „Dalai Nur“ genannt, heißt offiziell aber Hulun-See.

## Der zweite See
Der kleinere der beiden Seen, unter 117° östl. L. v. Gr. und 43° 20' nördl. Br., liegt im Hexigten-Banner der bezirksfreien Stadt Chifeng. Er wurde von Prschewalskij 1871 besucht und als der größte See der südöstlichen Mongolei bezeichnet. Er hat einen Umfang von 65 km, nimmt vier kleine Zuflüsse auf, hat aber keinen Abfluss, ist salzig und fischreich, aber, in einer Höhe von 1400 m gelegen, einen großen Teil des Jahres mit Eis bedeckt. An seinem Südostufer liegt das Kloster Darchanula; die Umgegend besteht aus hügeligen, meist salzhaltigen Steppen.